# Sidogo (Barsalogho)
Pour les articles homonymes, voir Sidogo.
Sidogo est une localité située dans le département de Barsalogho de la province du Sanmatenga dans la région Centre-Nord au Burkina Faso.

## Géographie
Sidogo se situe à 6 km au nord-est de Basma, à environ 15 km au sud de Barsalogho, le chef-lieu du département, et à environ 30 km au nord du centre de Kaya, la principale ville de la province. Le village est traversé par la route départementale 18 reliant Barsalogho à Kaya.

## Histoire
Les 22 octobre 2019, lors d'une série d'embuscades menées contre des patrouilles de militaires burkinabè par des groupes djihadistes terroristes à Guiendbila et à Sidogo, un militaire perd la vie dans le village.

## Éducation et santé
Le centre de soins le plus proche de Sidogo est le centre de santé et de promotion sociale (CSPS) de Basma tandis que le centre médical avec antenne chirurgicale (CMA) se trouve à Barsalogho et le centre hospitalier régional (CHR) à Kaya.
Sidogo possède une école primaire publique.